# 東明寺 (船橋市)
東明寺（とうみょうじ）は千葉県船橋市東中山にある浄土宗の仏教寺院である。旧本尊は部田薬師と呼ばれ、古より信仰を集めたという。

## 由緒
創建は室町時代の末、弘治3年とされる。

## 交通アクセス
最寄り駅
- JR総武線西船橋駅下車より徒歩15分